# Keijella karwarensis
Keijella karwarensis is een mosselkreeftjessoort uit de familie van de Trachyleberididae. De wetenschappelijke naam van de soort is voor het eerst geldig gepubliceerd in 1979 door Bhatia & Kumar.